# Ayta, Ambala (jezik)
Ambala ayta jezik (ambala agta, ambala sambal; ISO 639-3: abc), jedan od sjevernofilipinskih jezika, uže podskupine sambalskih jezika, kojim govori 1 657 ljudi (1986 SIL) na otoku Luzon u Filipinima.
Dvojezični su u tagalogu. Po najnovijoj klasifikaciji pripada novoj skupini centralnoluzonskih jezila. 

## Vanjske poveznice
- Ethnologue (14th)
- Ethnologue (15th)